# Stuart (krater)
För andra betydelser, se Stuart.
Stuart är en nedslagskrater med en diameter på 68 kilometer, på planeten Venus. Stuart har fått sitt namn efter den skotska drottningen Maria Stuart.